# كالتن نوردهايم
كالتن نوردهايم (بالألمانية: Kaltennordheim) هي بلدة ألمانية تقع في ألمانيا في تورينغن.  يقدر عدد سكانها بـ 3,351 نسمة .

## المدن التوأمة
مدينة تان (مدينة) هي مدينة توأمة لـكالتن نوردهايم.